# Стецівка (Звенигородський район)
Стеці́вка — село в Україні, у Ватутінській міській громаді Звенигородського району Черкаської області.
Село розташоване по обох берегах річки Шполки за 18 км на південний схід від районного центру — міста Звенигородка та за 15 км від залізничної станції Звенигородка.

## Історія
Село засноване в другій половині XVI століття. Назва села походить від імені першопоселенця Стеця. Одна з місцевостей поблизу називається Стеців Яр, є Стецева криниця. Інша версія: назва села — від першого поселенця Стеценка, плюс суфікс — івк(а). Стецівська волость — історична адміністративно-територіальна одиниця в Україні та Росії в XIX — першій чверті XX століття. Станом на 1886 рік складалася з 15 поселень, 8 сільських громад та входила в склад Звенигородсчького повіту. Населення — 4211 осіб (2106 чоловічої статі та 2105 — жіночої), 751 дворове господарствоЗбереглася карта села 1804 року.
Село постраждало внаслідок геноциду українського народу, проведеного радянським окупаційним урядом 1923—1933 та 1946–1947 роках.
Жертвами Голодомору в 1932—1933 роках стало 820 жителів села.
380 мешканців села брали участь у боях радянсько-німецької війни, 194 з них загинули, 108 нагороджені бойовими орденами й медалями. Воїнам-односельцям, що загинули і воїнам відвоювавшим село, встановлено пам'ятник.
Село електрифіковане в 1952 році.
Станом на початок 70-х років ХХ століття в селі розміщувалась центральна садиба колгоспу імені ХХІІ з'їзду КПРС, за яким було закріплено 2,8 тисяч га сільськогосподарських угідь, в тому числі 2,5 тисячі га орної землі. Виробничими напрямками господарства були рільництво і тваринництво, допоміжна галузь — бджільництво. З підприємств працювали — млин, цегельний завод. Також на той час працювали середня школа, клуб, три бібліотеки з фондом 15 тисяч книг, фельдшерсько-акушерський пункт. У 1972 році в селі проживало 3 198 осіб.
На околицях Стецівки виявлено поселення трипільської культури та могильник черняхівської культури.

### Сучасність
В селі зареєстровані та діють чотири селянсько-фермерські господарства: СФГ «Стецівське», ПП «Стеценко», ПП «Соняшник», ПП «Кохан». Працює млин, цегельний завод, фельдшерсько-акушерський пункт, поштове відділення, шість приватних магазинів, один магазин районної споживчої кооперації. Збудовано церкву. Працює Стецівський комунальний заклад загальної середньої освіти І-ІІІ ступенів, при ньому діє дошкільно-навчальний заклад.

## Населення
За даними перепису 2001 року в селі мешкало 1953 осіб.

### Мовний склад
Рідна мова населення за даними перепису 2001 року:
| Мова       | Чисельність, осіб | Доля     |
| ---------- | ----------------- | -------- |
| Українська | 1 936             | 99,13 %  |
| Інше       | 17                | 0,87 %   |
| Разом      | 1 953             | 100,00 % |

## Відомі люди
У селі народилися:
- Білозерська Любов Михайлівна —  педагог-новатор, авторка поетичних збірок та прозових творів, громадський діяч. Заслужений вчитель України (1992), Відмінник освіти України" (2006), лауреат премії імені О. А. Захаренка (2007);
- Брусліновський Євген Борисович — Заслужений журналіст України (2018), прозаїк. Член НСЖУ з 1989;
- Войтко Віталій Іванович — доктор філософських наук, член-кореспондент АПН СРСР (з 1978 року), директор НДІ психології Міністерства освіти Української РСР;
- Сорока Микола Олексійович  — український письменник і журналіст;
- Мізюк Василь Мусійович — співак Національної опери і балету ім. Т. Г. Шевченка;
- Чорновіл Петро Миколайович — віце-президент Народної академії українського козацтва, генерал-лейтенант.
- Шевченко Людмила Григорівна — українська науковиця і поетеса.